# 李獎
李 奨（り しょう、生年不詳 - 529年）は、北魏の官僚。字は遵穆。本貫は頓丘郡衛国県。

## 経歴
李平の長男として生まれた。父が死去すると、後を嗣いだ。容貌魁偉で、才能と大度で当時に知られた。太尉参軍から、通直郎・中書侍郎となり、直閤将軍の号を加えられた。次いで吏部郎中・征虜将軍に転じた。さらに吏部郎中のまま安東将軍・光禄大夫の位を受けた。また本官のまま尚書を兼ね、撫軍将軍・相州刺史として出向した。元叉が北魏の朝廷で専権をふるうと、李奨はその引き立てを受けて、高位を歴任した。霊太后が政権を奪回すると、李奨は官爵を剥奪された。孝荘帝の初年、散騎常侍・鎮東将軍・河南尹に任じられた。529年（永安2年）、元顥が洛陽に入ると、李奨は尚書右僕射を兼ね、徐州の軍と城民をなだめるよう命じられたが、元顥の命に服さず、殺害されて首級を洛陽に送られた。
孝武帝のとき、宋遊道の上書により李奨の名誉は回復され、衛将軍・冀州刺史の位を追贈された。

## 子女
- 李構（字は祖基、後嗣、開府参軍、太子中舎人、譙州刺史）
- 李訓（太尉墨曹参軍）

## 伝記資料
- 『魏書』巻65 列伝第53
- 『北史』巻43 列伝第31